# 天秤座23
天秤座 23（英語：23 Librae）是位於天秤座的一顆黃矮星，距離太陽大約83.7光年。天秤座 23的質量大約是1.05太陽質量，半徑是太陽的1.25倍。

## 性質
根據視差測量，天秤座23距離地球85光年（26秒差距）。光譜分類為G5 V，其中的亮度等級「V」代表這顆星是一顆正在進行熱核聚變的主序星。其有效溫度約為5,585 K，因此被歸類為G型主序星。這顆星的年齡介乎於84至111億年之間，比太陽年老近一倍。
天秤座23比太陽稍大，其質量約為太陽的107%，而半徑則約為太陽的125%。這顆星內除氫和氦的元素豐度，即其金屬量，要比太陽高。其自轉速度較慢，預計其自轉速度為每秒2.2公里，但仍然比太陽的自轉速度（每秒2公里）還要快。

## 行星系統
在1999年，天文學家們發現有一顆行星天秤座 23b環繞著天秤座23運轉， 並且在2009年又發現另一顆行星。天文學家們使用斯皮策太空望遠鏡觀察此行星系，亦沒有發現任何過量紅外線排放。這顯示此行星系可能有一個岩屑盤。
| 成員 (依恆星距離) | 质量             | 半長軸 (AU) | 轨道周期 (天) | 離心率        | 傾角 | 半径 |
| ----------------- | ---------------- | ----------- | ------------- | ------------- | ---- | ---- |
| b                 | ≥ 1.59 ± 0.02 MJ | 0.81 ± 0.02 | 258.19 ± 0.07 | 0.233 ± 0.002 | —    | —    |
| c                 | ≥ 0.82 ± 0.03 MJ | 5.8 ± 0.5   | 5,000 ± 400   | 0.12 ± 0.02   | —    | —    |

## 外部連結
- 23 Librae（页面存档备份，存于） (Solstation)
- 23 Librae (Extrasolar Visions)